# ヤサク・エルマ
『ヤサク・エルマ』（トルコ語: Yasak Elma）は、トルコのテレビドラマ。フォックスで2018年3月18日に初公開された。

## 登場人物
エンデル・アルグン
演：シエブアル・サム
ユルドゥズ・アルグン
演：エダ・エジェ
ハリット・アルグン
演：タラット・ブルト
カネル・チェレビ
演：バルシュ・クルチ
ゼラ・アルグン
演：シャファク・ペクデミール